# Machiel van den Heuvel
Machiel van den Heuvel (Haarlemmermeer, 7 mei 1900 - Padalarang (Java), 29 juni 1946) was de Nederlandse ontsnappingsofficier in Oflag IV C in Colditz voor Nederlandse krijgsgevangenen in Duitsland gedurende de Tweede Wereldoorlog. Het is een soortgelijke rol die kapitein Pat Reid, de auteur van Colditz '40-'42, had voor de Britse krijgsgevangenen. Van den Heuvel was belangrijk in de meeste ontsnappingen gedurende de oorlog van Nederlandse officieren onder anderen die van Henri Etienne Larive, Francis Steinmetz en Anthony Luteyn.

## Krijgsgevangen
Machiel (Jim) van den Heuvel, ook wel bekend als "Vandy" bij de Britse krijgsgevangenen, was een kapitein in het Koninklijk Nederlandsch-Indisch Leger (KNIL) die bij toeval in Nederland was tijdens de uitbraak van de Tweede Wereldoorlog in mei 1940. Na de Nederlandse capitulatie weigerde hij zijn erewoord te geven om het Duitse belang te dienen en werd naar een krijgsgevangenenkamp gestuurd. Hier werd van den Heuvel al snel aangesteld als ontsnappingsofficier.
Samen met luitenant Gerrit Dames waren de twee KNIL-officieren een hoofdfactor in de meeste Nederlandse succesvolle ontsnappingen gedurende de oorlog. 

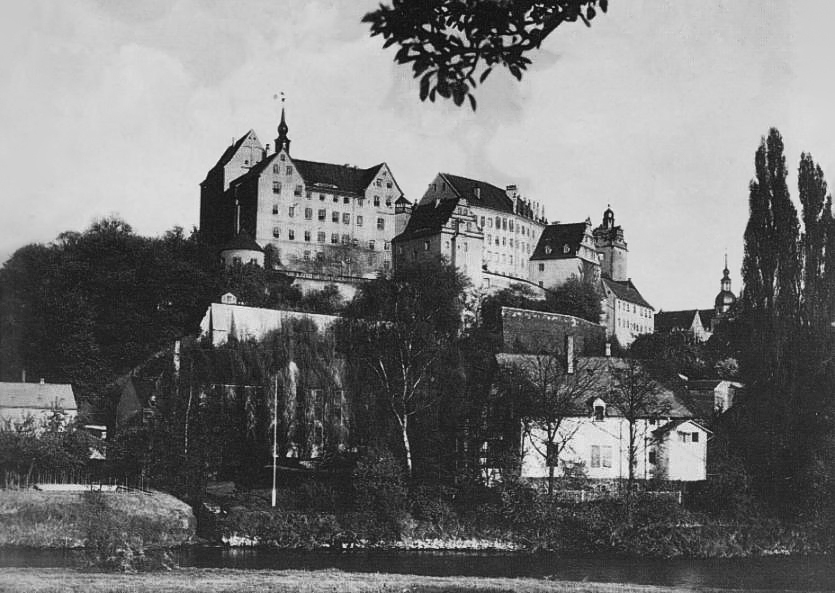
Kasteel Colditz (gevangenis) (1945)

Hij ontdekte de ontsnappingsroute in het park bij Colditz waar twee man verstopt konden worden in een mangat; luitenant Hans Larive, Francis Steinmetz, Oscar Drijber en  majoor Cornelis Giebel ontsnapten op deze manier. Vandy werkte samen met de andere ontsnappingsofficieren waaronder de bekende kapitein Pat Reid.
In juni 1943 werden alle Nederlandse officieren verplaatst naar stalag 371 in Stanislau om andere Nederlandse krijgsgevangen te vergezellen. Vandy claimde ook in dit kamp vele ontsnappingen. Uiteindelijk werd Vandy overgeplaatst naar een Oflag bij Tittmoning. De Duitsers dachten dat hij hier niet veel slechts aan kon richten aangezien de meeste gevangenen oudere generaals waren. Vanuit Tittmoning hielp Vandy Giles Romilly te ontsnappen. Romilly was een prominente gevangene in Colditz omdat hij het neefje was van Winston Churchill.

## Na de oorlog
Na de oorlog kreeg Van den Heuvel de rang van "Majoor der Infanterie" en werd hij naar Java gestuurd om te vechten in de Politionele acties. Hij was commandant van een bataljon toen hij werd gedood tijdens een missie bij Padalarang op Java op 29 juni 1946. Op 13 september 1947 kreeg hij postuum het Bronzen Kruis voor zijn daden.

## Trivia
- In de film The Colditz Story uit 1955, onder regie van Guy Hamilton, werd de rol van Vandy gespeeld door acteur Theodore Bikel.